# Roberto Cecchetto
Roberto Cecchetto (Milano, 11 aprile 1965) è un chitarrista italiano.

## Biografia
Roberto Cecchetto chitarrista eclettico, musicista aperto e dalla forte personalità musicale, inizia il suo percorso musicale negli anni '90 unendosi al quintetto di Enrico Rava denominato 'Electric Five'. Dal '93 al 2001 è in tour europeo e mondiale con la band.
Ha inoltre collaborato con moltissimi musicisti per concerti e produzioni discografiche tra cui: Palle Danielsson, Anders Kjellberg, Gianluigi Trovesi, Richard Galliano, Paolo Fresu, Jean Louis Matinier, Michel Godard, Stefano Di Battista, Stefano Bollani, Stefano Battaglia, Fabrizio Bosso, Patrizio Fariselli, Gianluca Petrella, Herb Robertson, Tony Scott, Roswell Rudd, Roberto Gatto, Cameron Brown, Bruno Chevillon, Daniel Humair, Lee Konitz, Kenny Wheeler, Ben Allison, Maria Pia De Vito, Eivind Aarset, Lionel Loueke, Nasheet Waits, Becca Stevens, Jen Shyu, Jan Bang, Arve Henriksen e altri.
“Downtown”, il suo primo album da leader, esce nel 2007, seguito da “Memories”, “Mantra”, “Soft Wind” e “Live at Cape Town”.
Cattura l'attenzione della critica come uno dei musicisti più interessanti e innovativi del Scena jazz italiana ed europea e riceve il premio Top Jazz, dalla rivista Musica Jazz nel 2007 e nel 2010.
Docente di chitarra jazz al Conservatorio G.Verdi di Milano e ai Corsi di Siena Jazz.
Nel 2020 pubblica l'album “Humanity” con Lionel Loueke e Alessandro Paternesi.

## Discografia

### Album
- Slow Mood - 2003 (Art&Suono - insieme a Giovanni Maier)
- Informed Consent - 2006 (Temposphere - Gak Sato feat. Cecchetto)
- Downtown - 2007 (Auand Records)
- Blues Connotation - 2007 (Art&Suono - Insieme a Giovanni Maier)
- Memories - 2009 (Parco della Musica)
- Mantra - 2010 (Parco della Musica)
- Soft Wind - 2011 (My Favorite Records)
- Live at Cape Town - 2015 (NAU Records)
- Humanity - 2020 (Jando Records)